# NGC 4260
NGC 4260是一个位于室女座的棒旋星系，1784年4月13日由威廉·赫歇爾发现。

## 画廊

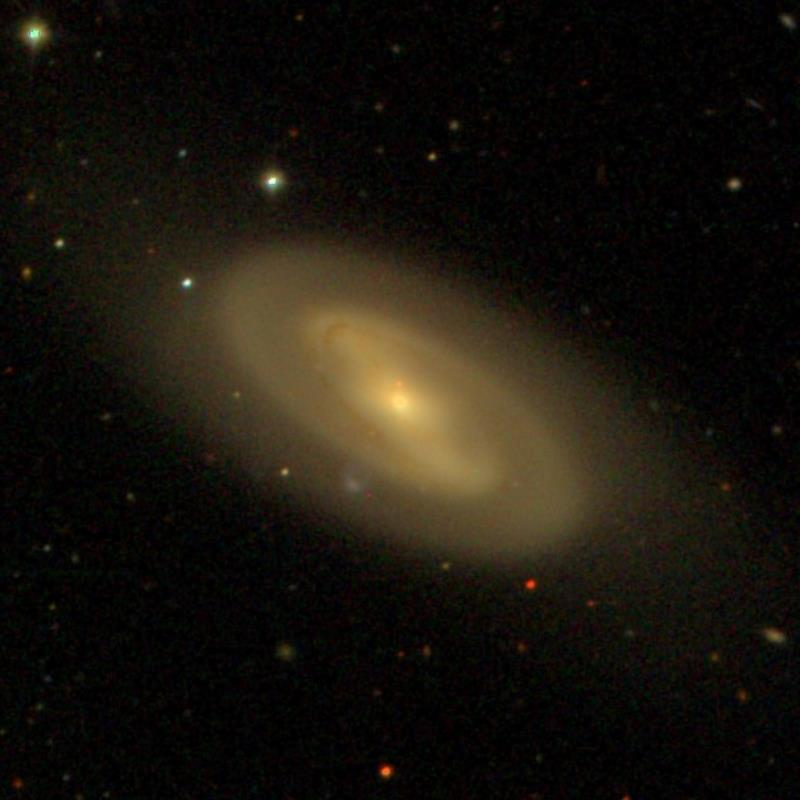
NGC 4260 (SDSS DR14)